# Gewog di Dewathang
Il gewog di Dewathang è uno degli undici raggruppamenti di villaggi del distretto di Samdrup Jongkhar, nella regione Orientale, in Bhutan.